# Lenín Moreno

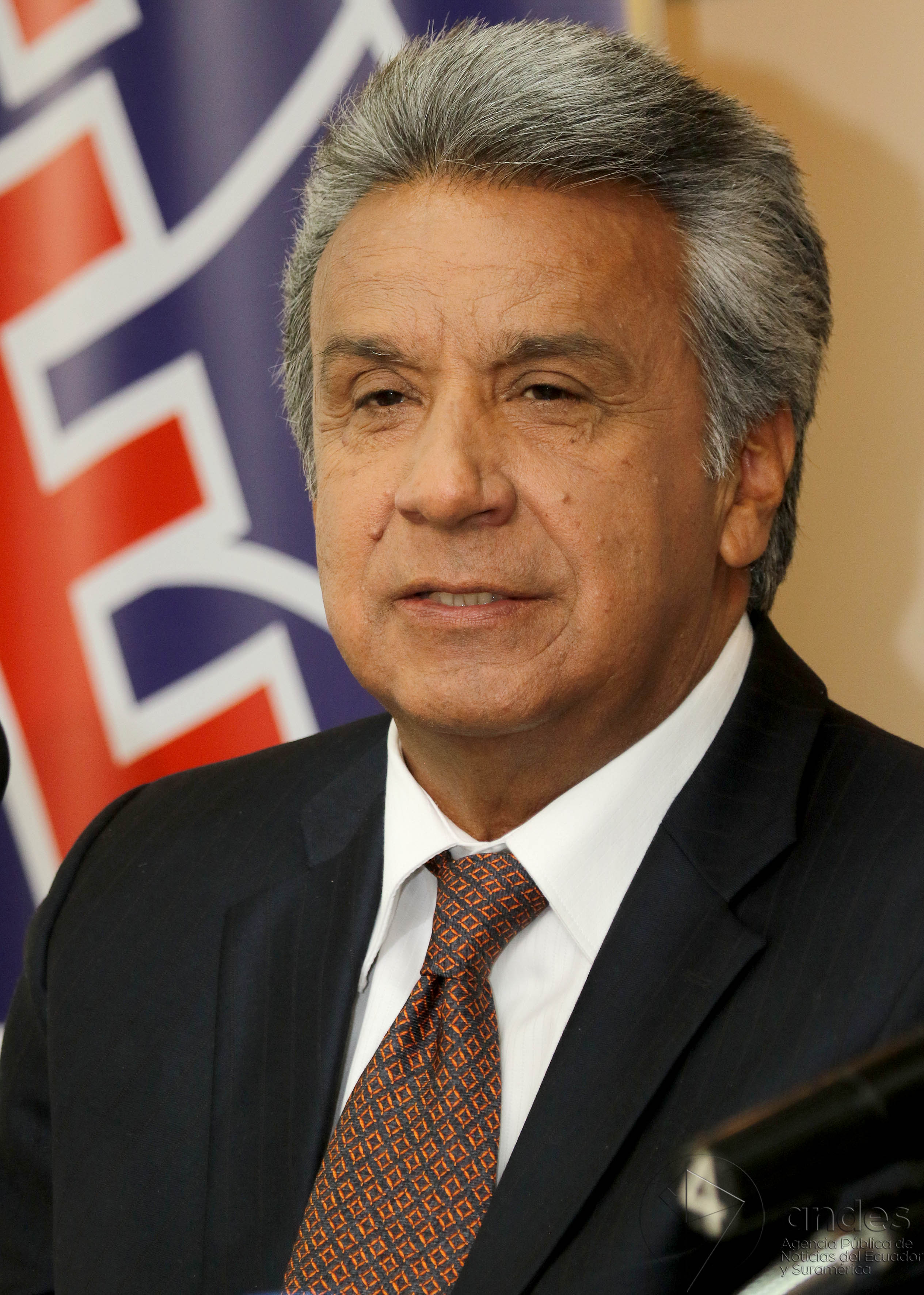
Lenín Moreno (2017)

Lenín Boltaire Moreno Garcés (* 19. März 1953 in Nuevo Rocafuerte, Provinz Orellana) ist ein ecuadorianischer Politiker. Er war von 2017 bis 2021 Präsident seines Landes.

## Leben
Lenín Moreno ist in einer Mittelschichtsfamilie aufgewachsen. Sein voller Name ist Lenín Boltaire Moreno Garcés – eine Hommage seiner Eltern an den russischen Revolutionär Wladimir Iljitsch Lenin und den französischen Philosophen Voltaire. Soziales Engagement wurde ihm von den Eltern, beide Lehrkräfte, vorgelebt, die sich dafür einsetzten, dass Kinder ärmerer Familien eine Schulbildung bekommen und sowohl in Spanisch als auch in ihren indigenen Sprachen unterrichtet werden. Lenín Moreno erwarb ein Diplom in Verwaltungswissenschaft an der Universidad Central del Ecuador und war viele Jahre im Tourismussektor tätig. Moreno ist ein Kenner des Yasuní und bestens informiert über das Hin und Her um die Ölförderung in dem Biosphärenreservat. Seit einer Verletzung bei einem Raubüberfall 1998 ist er auf den Rollstuhl angewiesen.
Er ist Autor mehrerer Bücher über den Humor und hat verschiedene Ehrendoktortitel erhalten. Lenín Moreno ist mit Rocío González verheiratet und hat drei Töchter: Irina, Cristina und Carina.

## Präsidentschaftswahlen 2017
Nachdem Rafael Correa nach zwei Amtszeiten nicht mehr antreten durfte, kandidierte Lenín Moreno als Kandidat der Regierungsallianz PAÍS. In der ersten Wahlrunde am 19. Februar 2017 erhielt er 39 % und verpasste somit nur knapp den direkten Wahlsieg. In der Stichwahl am 2. April 2017 gegen Guillermo Lasso vom Bündnis CREO erhielt Moreno 51,14 % der abgegebenen Stimmen und wurde damit Präsident Ecuadors ab dem 24. Mai 2017. Vom Fernsehen live übertragen waren am 18. April 2017 elf Prozent der Stimmen nachgezählt worden. Die Nachzählung zeigte nur minimale Abweichungen, weder die Wahlbehörde noch das Wahlgericht gingen auf die Forderungen der Opposition nach einer kompletten Nachzählung ein.

## Präsidentschaft
Moreno war zwar als politischer Erbe und Kandidat der Fortführung der Politik seines Vorgängers Rafael Correa angetreten – unter anderem übernahm er 2017 auch die Führung der von Correa gegründeten PAÍS-Allianz. Er distanzierte sich aber schon bald nach Amtsantritt von der Person Correa und seiner Politik. Im Bereich der Finanz-, Wirtschafts- und Sozialpolitik wendete er sich von seinem sozialdemokratischen Programm zugunsten konservativ-liberaler Vorhaben ab und machte, auch mithilfe von Referenden, wesentliche Projekte Correas rückgängig.
Lenín Moreno und Rafael Correa sind inzwischen auch persönlich verfeindet. In einem Referendum, über das Moreno im Februar 2018 abstimmen ließ, erreichte er unter anderem, dass Correa 2021 nicht mehr zur Präsidentenwahl antreten durfte. Zudem hat die ecuadorianische Justiz gegen Correa, der heute in Belgien lebt, einen Haftbefehl erlassen. Interpol hat das Fahndungsgesuch im September 2018 wegen des „politischen Charakters“ des Verfahrens zurückgewiesen. Es besteht die weit verbreitete Ansicht, dass Moreno die sozialen Errungenschaften seines Vorgängers demontierte. Damit, sowie mit einer neoliberalen Wirtschaftspolitik und einer Abwendung von der von seinem Vorgänger betriebenen Außenpolitik, suchte er den Schulterschluss mit der reichen Elite. Moreno holte im Mai 2018 Richard Martínez, den Vorsitzenden des nationalen Unternehmerverbands, als Wirtschafts- und Finanzminister in die Regierung. Vizepräsident war von Dezember 2018 bis Juli 2020 Otto Sonnenholzner.
Im Oktober 2019 verlegte der Präsident die Geschäfte der Regierung kurzzeitig nach Guayaquil, nachdem heftige Proteste gegen die Streichung von Treibstoff-Subventionen ausgebrochen waren und ein Generalstreik ausgerufen worden war. Die milliardenschweren IWF-Kredite zur Sanierung des Staatshaushalts waren an die Bedingung der Senkung der Subventionen geknüpft.
Bei den Präsidentschaftswahlen in Ecuador 2021 trat Moreno, auch wegen geringer Zustimmungswerte in der Bevölkerung, nicht erneut an. Am 4. März wurde er aus seiner Partei Alianza PAÍS ausgeschlossen. Am 24. Mai 2021 übergab er sein Amt seinem gewählten Nachfolger Guillermo Lasso.

### Maßnahmen während der COVID-19-Pandemie
Nachdem die Weltgesundheitsorganisation (WHO) am 11. März 2020 COVID-19 als eine globale Pandemie erklärt hatte, rief die ecuadorianische Regierung einen landesweiten Notstand aus, um die Ausbreitung des Virus zu verhindern. Auf diese Weise wurden einige präventive Maßnahmen umgesetzt, darunter häusliche Isolation für Reisende aus Ländern mit hohen Fallzahlen, verstärkte Kontrollmaßnahmen, Einschränkungen für Massenveranstaltungen, Stärkung der Biosicherheitsvorkehrungen für Gesundheitspersonal, Nutzung von Technologieplattformen in der Telemedizin, Online-Bildung und Telearbeit sowie ein Exportverbot für Masken, Seifen und Desinfektionsgele. Später, am 16. März, wurde der Ausnahmezustand ausgerufen, um die Verbreitung des Coronavirus (COVID-19) einzudämmen, eine Situation, die bis September andauerte.

### Gesundheitskrise während der COVID-19-Pandemie
Die Krise im Gesundheitssystem in Ecuador während der Coronavirus-Pandemie verschärfte sich aufgrund mangelnder Investitionen in die Krankenhausinfrastruktur und der Reduzierung öffentlicher Gesundheitsausgaben in den Vorjahren. Im Jahr 2019 wurden 10.000 Fachkräfte im öffentlichen Sektor entlassen, hauptsächlich im Gesundheitswesen, als Teil der Sparmaßnahmen, die von Lenin Moreno auferlegt und vom Internationalen Währungsfonds empfohlen wurden. Diese Maßnahmen priorisierten die Tilgung der Auslandsschulden auf Kosten der Stärkung des Gesundheitswesens. Der Mangel an angemessener Ausrüstung, einschließlich der Funktionsuntüchtigkeit lebenswichtiger medizinischer Geräte, beeinträchtigte die Fähigkeit, auf die Pandemie zu reagieren. Diese Schwächen im Gesundheitssystem machten die Bevölkerung anfällig und führten zu einer kritischen Situation, in der sich Todesfälle auf den Straßen häuften und die Ernsthaftigkeit der Krise in Ecuador deutlich wurde.
Die Krise im Gesundheitssystem in Ecuador während der Coronavirus-Pandemie manifestierte sich alarmierend. Die Provinz Guayas, mit Guayaquil als am stärksten betroffener Stadt, verzeichnete 1.937 Fälle, was 70 % der nationalen Gesamtzahl von 2.748 Fällen entspricht. Die BBC berichtete, dass Guayaquil mehr Todesfälle durch COVID-19 hatte als einige ganze Länder. Darüber hinaus stieg die Zahl der Todesfälle im Land auf 93. Das Gesundheitssystem erwies sich als unzureichend, um der wachsenden Nachfrage gerecht zu werden, was zu der Situation führte, dass die Leichen der Verstorbenen aufgrund mangelnder Reaktion und Kapazität des Systems auf den Straßen zurückblieben.
Zu dieser Zeit spiegelten Videos und Zeugnisse von den auf den Straßen liegenden Leichen in Guayaquil die kritische Situation wider durch die die Stadt ging. Viele Bestattungsunternehmen hörten auf zu arbeiten, aus Angst, sich mit dem Virus anzustecken, was zu Verzögerungen bei der Entfernung der Leichen führte. Es wurde geschätzt, dass einige dieser Todesfälle nicht mit dem Coronavirus in Verbindung standen, aber aufgrund fehlender medizinischer Untersuchungen konnten die Todesursachen nicht bestätigt werden. Der Mangel an Ressourcen in den dicht besiedelten Gebieten führte dazu, dass Trauerfeiern zu Hause stattfanden, und viele Familien mussten mehr als drei Tage auf die Entfernung der Leichen warten.

### Sicherheitsmaßnahmen
Seit Lenín Moreno das Präsidentenamt übernommen hat, hat Ecuador eine starke Zunahme der Unsicherheit erlebt, da die Mordrate von 5,6 pro 100.000 Einwohner im Jahr 2017 auf 20 pro 100.000 im Jahr 2022 gestiegen ist. Der ecuadorianische Sicherheitsexperte Fernando Carrión ist der Meinung, dass diese Situation auf Entscheidungen der Moreno-Regierung zurückzuführen ist: „Das Justizministerium, das die Gefängnisse verwaltete, und das Koordinierungsministerium für Sicherheit, das Innenministerium, das sich mit Sicherheit beschäftigte, sowie der Nationale Rat für die Kontrolle von Betäubungsmitteln und psychotropen Substanzen wurden aufgelöst. All dies wurde in einem einzigen Ministerium namens Innenministerium zusammengeführt, und die Haushaltsmittel wurden erheblich gekürzt.“ Aufgrund dieser Maßnahmen wurde Ecuador 2023 von einem der sichersten Länder der Region zu einem der gewalttätigsten und gefährlichsten in Lateinamerika. Im Jahr 2023 sagte Paco Moncayo, damals Minister für Sicherheit unter Präsident Guillermo Lasso: „Moreno hat das Sicherheitssystem des Landes demontiert.“
Aufgrund der Kürzungen von Lenin Moreno, der Abschaffung von Ministerien und Koordinierungsministerien für die Sicherheit sowie der Entlassung von öffentlichen Bediensteten, darunter Personen, die für die Kontrolle des Strafvollzugssystems zuständig waren, kam es 2021 zu einem der blutigsten Gefängnisaufstände in der Geschichte Ecuadors, dem Gefängnis-Massaker in Ecuador vom 23. Februar 2021.

### Gefängniskrise
Der Gefängnisaufstand von Häftlingen in Ecuador, bei dem mindestens 116 Menschen getötet wurden hat die Gefängniskrise im Land verschärft. Es gab während dieser Zeit drei Massaker in den Gefängnissen, bei denen insgesamt fast 240 Menschen ums Leben kamen. Ecuador hatte 65 Gefängnisse und eine offizielle Kapazität von 30.000 Insassen, aber die Gefangenenzahl überstieg diese Zahlen und belief sich auf etwa 39.000 Personen, von denen 50 % nicht verurteilt waren. Es gab einen Mangel an Gefängniswärtern, mit nur 1.500 im ganzen Land und einem zusätzlichen Bedarf von 3.000 nach Expertenmeinung. Die Hauptgefängnisse befanden sich in Latacunga, Cuenca und Guayaquil, wobei letzteres ein großes Gefängniskomplex beherbergte, in dem ein Drittel der Häftlinge des Landes untergebracht war. Die Gefängniskrise wurde durch die Gewalt verschärft, die von Banden verursacht wurde, die mit dem internationalen Drogenhandel, hauptsächlich aus Mexiko und Kolumbien, in Verbindung standen und sowohl innerhalb als auch außerhalb der Gefängnisse um die Macht kämpften. Diese Banden operierten von den Gefängnissen aus als „zentrale kriminelle Kommandos“. Etwa ein Drittel der Insassen hatte Verbindungen zum Drogenhandel. Im Februar kam es zu gleichzeitigen Aufständen in vier Gefängnissen mit 79 getöteten Häftlingen. Die Behörden versuchten, die Kontrolle über das Gefängnis mit Unterstützung der Streitkräfte wiederzuerlangen.

## Kontroversen während und nach seiner Präsidentschaft

### Auslieferung Julian Assange
Im Mai 2017 reiste Paul Manafort nach Ecuador, um mit Lenín Moreno Bedingungen für eine Auslieferung von Julian Assange an die USA auszuhandeln. Im April 2019 kündigte Moreno dem WikiLeaks-Gründer Julian Assange das diesem von seinem Vorgänger gewährte diplomatische Asyl in der ecuadorianischen Botschaft in London. Er warf Assange vor, durch sein aggressives und respektloses Verhalten und die Drohungen der hinter ihm stehenden Organisation gegen Ecuador Grundprinzipien des Asylrechts während seines Aufenthalts in der diplomatischen Mission des Landes so sehr verletzt zu haben, dass die Weitergewährung des Asyls untragbar sei. Assange wurde daraufhin auf Anforderung des ecuadorianischen Botschafters auf dem Botschaftsgelände aufgrund eines britischen Haftbefehls wegen Nichterscheinens zu einem Gerichtstermin von Scotland Yard festgenommen und einem britischen Richter vorgeführt. Aufgrund eines 2017 ergangenen Auslieferungsersuchens der USA bleibt er zunächst in Großbritannien in Haft. Morenos Vorgänger Correa wertete das Verhalten des Staatspräsidenten als „[e]inen der schrecklichsten Akte, die jemals aus Servilität, Bosheit und Rachsucht ausgebrütet wurden“, und bezeichnete seinen Nachfolger als „Verräter“.

### INA-Papers
2019 wurde Präsident Moreno in den sogenannten INA-Papers mit illegalen Geschäften in Bezug gebracht. Die Nationalversammlung begann eine Untersuchung der Vorwürfe gegen Moreno. Ausgangspunkt war eine Veröffentlichung des ecuadorianischen Medienportals „La Fuente“ vom 26. Februar 2019. Die Recherchen trugen den Titel „Das Offshore-Labyrinth des Präsidentenzirkels“. Darin wurde Moreno mit Off-Shore-Firmen in Panama und Belize in Verbindung gebracht. Den Namen Ina bildete Moreno aus den letzten Buchstaben der Vornamen seiner Töchter: Irina, Cristina und Karina. Der Fall Ina Papers wurde später auch als Sinohydro-Fall bekannt. Dies beinhaltet einen Korruptionsskandal, bei dem angeblich Bestechungsgelder oder „Rückvergütungen“ und Geldwäsche in Höhe von 76 Millionen US-Dollar unter Beteiligung von Lenín Moreno und seiner Familie in Bezug auf eine Offshore-Firma namens Ina Investment Corporatio verwaltet wurden. Laut Untersuchungen wurde diese Firma von Morenos Bruder Edwin Moreno in Belize gegründet, einem Steuerparadies, das für seine Steuervorteile für ausländische Unternehmen bekannt ist. Die Untersuchung hat außerdem Xavier Macías Carmigniani und María Auxiliadora Patiño mit der Offshore-Firma in Verbindung gebracht, enge Freunde von Moreno und seiner Frau Rocío González.
Im Juni 2021 teilte der bolivianische Justizminister Iván Lima mit, dass die Regierung seines Landes eine Klage gegen Moreno vorbereitet. Hintergrund ist dessen vermeintliche Unterstützung für die Proteste in Bolivien 2019 und die Machtübernahme von Jeanine Áñez.
Es wurde entdeckt, dass die Ina Investment Corporation verschiedene Transaktionen durchgeführt hat, wie den Kauf von Möbeln in der Schweiz und den Erwerb einer Wohnung in Spanien. Die Rechnungen wurden auf den Namen von Edwin Moreno und María Auxiliadora Patiño ausgestellt. Zwei Adressen, die mit den Transaktionen in Verbindung stehen, wurden ebenfalls identifiziert: eine entspricht dem Haus von Xavier Macías Carmigniani in Guayaquil, und die andere steht in Verbindung mit dem Ölunternehmen Sertecpet, das Eduardo López gehört, einem Freund der Moreno Garcés Brüder.
Der Ina Papers-Fall hat in Ecuador erhebliche politische Auswirkungen und soziale Unruhen ausgelöst, was zu Forderungen nach Untersuchungen und Auftritten vor der Nationalversammlung und der Generalstaatsanwaltschaft des ecuadorianischen Staates geführt hat. Als Ergebnis der Untersuchung wurden Bestechungsvorwürfe gegen Lenín Moreno, seine Frau Rocío González, seine Tochter Irina, seine Brüder Edwin und Guillermo sowie 36 weitere Personen erhoben.
Im Februar 2023 berichtete die Generalstaatsanwältin des Staates, Diana Salazar, dass der Ina Papers-Fall sich ausgeweitet habe und relevante Informationen aus Panama durch internationale Rechtshilfe erhalten worden seien. Anschließend wurden im März 2023 die Anklagen in einer Anhörung formell vorgebracht, bei der die Staatsanwaltschaft präventive Haft für die Verdächtigen beantragte und das Fluchtrisiko anführte. Der Richter entschied jedoch, weniger restriktive vorsorgliche Maßnahmen anzuwenden, wie regelmäßige Erscheinungen vor dem Nationalen Gerichtshof und ein Reiseverbot.
Im April 2023 beantragte die Staatsanwaltschaft die präventive Haft für Lenín Moreno, Rocío González, Irina Moreno und sieben weitere Personen, die in den Fall verwickelt waren. Es wurde berichtet, dass zehn der betroffenen Personen, einschließlich Moreno, den regelmäßigen Erscheinungen vor Gericht nicht nachgekommen sind, was zu einer Bitte um Interpol-Benachrichtigung über ihren Aufenthaltsort und ihre Verhaftung führte.

### Möglicher Diebstahl im Präsidentenmuseum
Der ehemalige ecuadorianische Präsident Lenín Moreno wurde des Diebstahls beschuldigt aufgrund des Verlusts von Stücken aus dem Präsidentenmuseum. Nach Angaben von Mitgliedern der ecuadorianischen Nationalversammlung blieben bei Lenín Moreno's Amtsaustritt nur 7.000 Stücke von den ursprünglichen 11.200 im Museum im Regierungspalast zurück. Die ecuadorianische Abgeordnete Pamela Aguirre drängte den Generalstaatsanwalt dazu, den Fall zu untersuchen und die Anschuldigungen nicht in Vergessenheit geraten zu lassen. Der geschätzte Wert der fehlenden Museumsstücke übersteigt 2 Millionen Dollar und umfasste Objekte, die als Geschenke von ausländischen Führern an Ecuador überreicht wurden, sowie andere historische Gegenstände aus dem Land.